# Lockheed JetStar
Lockheed JetStar (định danh công ty là L-329 và L-1329; không quân Hoa Kỳ định danh C-140) là một loại máy bay thương mại phản lực, được chế tạo đầu thập niên 1960 và trong 1970.

## Biến thể
JetStar I
JetStar II
JetStar 731
C-140A
C-140B
VC-140B
C-140C
T-40
AAI FanStar

## Quốc gia sử dụng

### Từng sử dụng cho dân sự
Canada
- Department of Transport

 Iraq
- Iraqi Airways

 México
- TAESA

 Hoa Kỳ
- National Aeronautics and Space Administration

### Quân sự
Iran
- Không quân Cộng hòa Hồi giao Iran

 México
- Không quân Mexicol

### Từng sử dụng cho quân sự
Đức
- Luftwaffe

 Indonesia
 Iraq
 Kuwait
 Libya
 Hoa Kỳ
- Không quân Hoa Kỳ

 Ả Rập Xê Út
- Không quân Hoàng gia Ả rập Saudi

## Tính năng kỹ chiến thuật (JetStar II)
Dữ liệu lấy từ Lockheed Aircraft since 1913
Đặc điểm tổng quát
- Tổ lái: 2
- Sức chuyên chở: 8-10 hành khách
- Chiều dài: 60 ft 5 in (18,41 m)
- Sải cánh: 54 ft 5 in (16,59 m)
- Chiều cao: 20 ft 5 in (6,22 m)
- Diện tích cánh: 542,5 ft² (50,4 m²)
- Trọng lượng rỗng: 24.750 lb (11.226 kg)
- Trọng lượng có tải: 41.535 lb (18.840 kg)
- Trọng lượng cất cánh tối đa: 44.500 lb (20.185 kg)
- Động cơ: 4 × Garrett TFE731-3[2] kiểu turbofan, 3.700 lbf (16,5 kN) mỗi chiếc

 Hiệu suất bay 
- Vận tốc cực đại: 547 mph (476 knot, 883 km/h) trên độ cao 30.000 ft (9.145 m)
- Vận tốc hành trình: 504 mph (438 knot, 811 km/h)
- Tầm bay: 2.995 mi (2.604 nmi, 4.820 km)
- Trần bay: 43.000 ft (13.105 m)
- Vận tốc leo cao: 4.150 ft/phút (21,1 m/s)